# Murali Karthikeyan
Murali Karthikeyan (1 de maig de 1999) és un jugador d'escacs indi que té el títol de Gran Mestre des del 2015, a l'edat de 15 anys 7 mesos i 17 dies.
A la llista d'Elo de la FIDE del novembre de 2019, hi tenia un Elo de 2611 punts, cosa que en feia el jugador número 11 (en actiu) de l'Índia. El seu màxim Elo va ser de 2617 punts, a la llista de l'abril de 2018.

## Resultats destacats en competició
El desembre de 2011 a Caldas Novas (Brasil), fou campió del món sub-12. Karthikeyan també va esdevenir campió del món sub-16 el 2013 a Al-Ain.
El 2014 fou tercer al Torneig d'Abu Dhabi i va contribuir amb l'equip de l'Índia en guanyar les olimpíades sost-16 jugat a Győr, Hongria.
El 2015 fou campió de l'Índia a Tiruvarur amb 8½ punts de 13, els mateixos punts que Vidit Santosh Gujrathi a qui derrotà en l'enfrontament directe.
El juliol de 2016 fou subcampió de l'Obert de Barberà amb 7 punts de 9, els mateixos punts que el campió Cristóbal Henríquez Villagra però amb pitjor desempat.
El 2019 es fou segon al Campionat d'escacs de l'Àsia a Xingtai, Xina, per sota de Le Quang Liem.